# Grande Prêmio do Canadá de 1997
Resultados do Grande Prêmio do Canadá de Fórmula 1 realizado em Montreal em 15 de junho de 1997. Sétima etapa da temporada, teve como vencedor o alemão Michael Schumacher, da Ferrari.

## Resumo
Primeiro pódio de Giancarlo Fisichella.
Estreia de Alexander Wurz. O austríaco entrou no lugar de Gerhard Berger, afastado em decorrência de uma sinusite e também pela morte de seu pai, num acidente de helicóptero.
Com o sexto lugar, Shinji Nakano marcou seu primeiro ponto na categoria.
Um acidente envolvendo o francês Olivier Panis obrigou a direção de prova a encerrar com bandeira vermelha na volta 54.

## Classificação da prova

### Treino oficial
| Pos.                      | Nº | Piloto                | Construtor        | Tempo    | Diferença |
| ------------------------- | -- | --------------------- | ----------------- | -------- | --------- |
| 1                         | 5  | Michael Schumacher    | Ferrari           | 1:18.095 |           |
| 2                         | 3  | Jacques Villeneuve    | Williams-Renault  | 1:18.108 | + 0.013   |
| 3                         | 22 | Rubens Barrichello    | Stewart-Ford      | 1:18.388 | + 0.293   |
| 4                         | 4  | Heinz-Harald Frentzen | Williams-Renault  | 1:18.464 | + 0.369   |
| 5                         | 10 | David Coulthard       | McLaren-Mercedes  | 1:18.466 | + 0.371   |
| 6                         | 12 | Giancarlo Fisichella  | Jordan-Peugeot    | 1:18.750 | + 0.655   |
| 7                         | 11 | Ralf Schumacher       | Jordan-Peugeot    | 1:18.869 | + 0.774   |
| 8                         | 7  | Jean Alesi            | Benetton-Renault  | 1:18.899 | + 0.804   |
| 9                         | 9  | Mika Häkkinen         | McLaren-Mercedes  | 1:18.916 | + 0.821   |
| 10                        | 14 | Olivier Panis         | Prost-Mugen/Honda | 1:19.034 | + 0.939   |
| 11                        | 8  | Alexander Wurz        | Benetton-Renault  | 1:19.286 | + 1.191   |
| 12                        | 6  | Eddie Irvine          | Ferrari           | 1:19.503 | + 1.408   |
| 13                        | 16 | Johnny Herbert        | Sauber-Petronas   | 1:19.622 | + 1.527   |
| 14                        | 18 | Jos Verstappen        | Tyrrell-Ford      | 1:20.102 | + 2.007   |
| 15                        | 1  | Damon Hill            | Arrows-Yamaha     | 1:20.129 | + 2.034   |
| 16                        | 2  | Pedro Paulo Diniz     | Arrows-Yamaha     | 1:20.175 | + 2.080   |
| 17                        | 19 | Mika Salo             | Tyrrell-Ford      | 1:20.336 | + 2.241   |
| 18                        | 17 | Gianni Morbidelli     | Sauber-Petronas   | 1:20.357 | + 2.262   |
| 19                        | 15 | Shinji Nakano         | Prost-Mugen/Honda | 1:20.370 | + 2.275   |
| 20                        | 21 | Jarno Trulli          | Minardi-Hart      | 1:20.370 | + 2.275   |
| 21                        | 23 | Jan Magnussen         | Stewart-Ford      | 1:20.491 | + 2.396   |
| 22                        | 20 | Ukyo Katayama         | Minardi-Hart      | 1:21.034 | + 2.939   |
| Limite dos 107%: 1:23.562 |    |                       |                   |          |           |
| Fonte:                    |    |                       |                   |          |           |

### Corrida
| Pos.   | Nº | Piloto                | Construtor        | Voltas | Tempo/Diferença | Grid | Pontos |
| ------ | -- | --------------------- | ----------------- | ------ | --------------- | ---- | ------ |
| 1      | 5  | Michael Schumacher    | Ferrari           | 54     | 1:17:40.646     | 1    | 10     |
| 2      | 7  | Jean Alesi            | Benetton-Renault  | 54     | + 2.565         | 8    | 6      |
| 3      | 12 | Giancarlo Fisichella  | Jordan-Peugeot    | 54     | + 3.219         | 6    | 4      |
| 4      | 4  | Heinz-Harald Frentzen | Williams-Renault  | 54     | + 3.768         | 4    | 3      |
| 5      | 16 | Johnny Herbert        | Sauber-Petronas   | 54     | + 4.716         | 13   | 2      |
| 6      | 15 | Shinji Nakano         | Prost-Mugen/Honda | 54     | + 36.701        | 19   | 1      |
| 7      | 10 | David Coulthard       | McLaren-Mercedes  | 54     | + 37.753        | 5    |        |
| 8      | 2  | Pedro Paulo Diniz     | Arrows-Yamaha     | 53     | + 1 volta       | 16   |        |
| 9      | 1  | Damon Hill            | Arrows-Yamaha     | 53     | + 1 volta       | 15   |        |
| 10     | 17 | Gianni Morbidelli     | Sauber-Petronas   | 53     | + 1 volta       | 18   |        |
| 11     | 14 | Olivier Panis         | Prost-Mugen/Honda | 51     | Acidente        | 10   |        |
| Ret    | 19 | Mika Salo             | Tyrrell-Ford      | 46     | Motor           | 17   |        |
| Ret    | 18 | Jos Verstappen        | Tyrrell-Ford      | 42     | Câmbio          | 14   |        |
| Ret    | 8  | Alexander Wurz        | Benetton-Renault  | 35     | Transmissão     | 11   |        |
| Ret    | 22 | Rubens Barrichello    | Stewart-Ford      | 33     | Câmbio          | 3    |        |
| Ret    | 21 | Jarno Trulli          | Minardi-Hart      | 32     | Motor           | 20   |        |
| Ret    | 11 | Ralf Schumacher       | Jordan-Peugeot    | 14     | Acidente        | 7    |        |
| Ret    | 20 | Ukyo Katayama         | Minardi-Hart      | 5      | Acelerador      | 22   |        |
| Ret    | 3  | Jacques Villeneuve    | Williams-Renault  | 1      | Acidente        | 2    |        |
| Ret    | 9  | Mika Häkkinen         | McLaren-Mercedes  | 0      | Colisão         | 9    |        |
| Ret    | 6  | Eddie Irvine          | Ferrari           | 0      | Colisão         | 12   |        |
| Ret    | 23 | Jan Magnussen         | Stewart-Ford      | 0      | Acidente        | 21   |        |
| Fonte: |    |                       |                   |        |                 |      |        |

## Tabela do campeonato após a corrida
| Pos. | Piloto                | Pontos |
| ---- | --------------------- | ------ |
| 1    | Michael Schumacher    | 37     |
| 2    | Jacques Villeneuve    | 30     |
| 3    | Olivier Panis         | 15     |
| 4    | Eddie Irvine          | 14     |
| 5    | Heinz-Harald Frentzen | 13     |

| Pos. | Construtor        | Pontos |
| ---- | ----------------- | ------ |
| 1    | Ferrari           | 51     |
| 2    | Williams-Renault  | 43     |
| 3    | Benetton-Renault  | 23     |
| 4    | McLaren-Mercedes  | 21     |
| 5    | Prost-Mugen/Honda | 16     |

- Nota: Somente as primeiras cinco posições estão listadas.